# Permeabilidade (geologia)

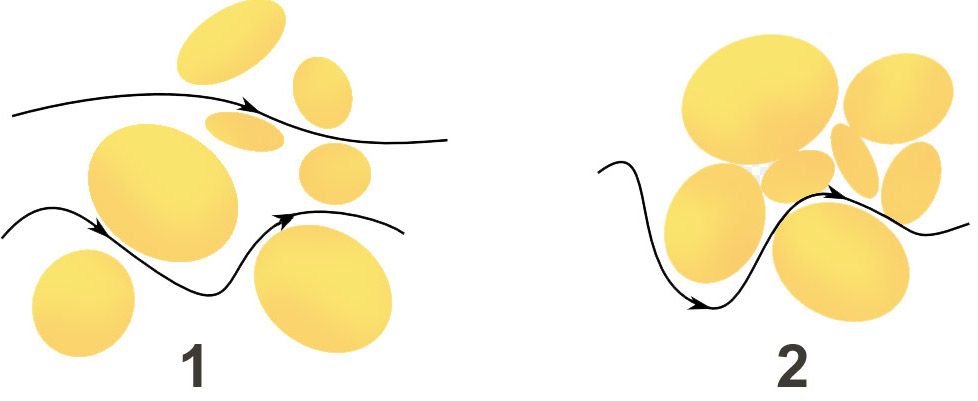
Permeabilidade (Darcy).

Permeabilidade é a capacidade de um material (tipicamente uma rocha) para transmitir fluidos. É de grande importância na determinação das características de fluxo dos hidrocarbonetos em reservatórios de petróleo , gás e da água nos aquíferos. A unidade de permeabilidade é o Darcy ou, mais habitualmente, o mili-Darcy ou mD (1 Darcy = 1 x 10−12.m2). A permeabilidade é usada para calcular taxas de fluxo através da lei de Darcy.
Para que uma rocha seja considerada um reservatório de hidrocarbonetos explorável, a sua permeabilidade deve ser maior que cerca de 100 mD (o valor exacto depende da natureza do hidrocarboneto - reservatórios de gás com permeabilidades mais baixas ainda são exploráveis devido à menor viscosidade do gás relativamente ao petróleo). Rochas com permeabilidades significativamente mais baixas que 100 mD podem formar selos eficientes (ver geologia do petróleo). Areias não consolidadas podem ter permeabilidades de mais de 5000 mD.

## Permeabilidade absoluta, permeabilidade efetiva e permeabilidade relativa
- A permeabilidade absoluta é uma característica intrínseca do meio poroso em transmitir fluidos.
- Quando mais de um fluido preenche os poros de um material, a presença das demais fases interfere no escoamento de uma fase fluida.
- Denomina-se permeabilidade efetiva a capacidade de escoamento de uma fase fluida em presença de outras fases. É uma característica tanto do meio quanto da influência das demais fases no escoamento de um fluido.
- Permeabilidade relativa é a permeabilidade efetiva normalizada por um valor característico da permeabilidade, ou seja é o valor da permeabilidade efetiva dividido por uma medida de permeabilidade, geralmente a permeabilidade absoluta.

## Em Mecânica dos solos
Em Mecânica dos solos a permeabilidade é a propriedade que representa uma maior ou menor dificuldade com que a percolação da água ocorre através dos poros do solo. Nos materiais granulares não coesivos como as areias, por exemplo, há uma grande porosidade o que facilita o fluxo de água através dos solo, enquanto que nos materiais finos e coesivo como as argilas, ocorre o inverso o que torna este tipo de material ideal para barragens por apresentar baixa permeabilidade.
A permeabilidade do solo é representada pelo coeficiente de permeabilidade K, que pode ser obtido em laboratório através de dois tipos de ensaios. Para materiais granulares de alta permeabilidade é utilizado do ensaio de permeabilidade de carga constante e para os materiais de baixa permeabilidade é realizado o ensaio de carga variável.